# Joseph Nicolas Pancrace Royer
Joseph-Nicolas-Pancrace Royer (ur. ok. 1705 w Turynie, zm. 11 stycznia 1755 w Paryżu)  – francuski kompozytor i klawesynista okresu późnego baroku.

## Życiorys
Urodził się w Turynie. Przyjechał do Paryża w 1725 roku, a w 1734 roku stał się maître de musique des enfants de France – muzykiem odpowiedzialnym za edukację muzyczną synów króla Ludwika XV. Wraz ze skrzypkiem Jean-Josephem de Mondonville od 1748 roku kierował występami publicznymi Concert Spirituel . W latach 1730–1750 skomponował dla Opery Paryskiej sześć oper, w tym najbardziej znany balet Zaïde, reine de Grenade .
W 1753 roku objął prestiżowe stanowisko dyrektora muzycznego chambre du roi – pokojów królewskich. W tym samym roku został mianowany dyrektorem orkiestry Opery Królewskiej. Zmarł w Paryżu.

## Twórczość
Royer znany jest przede wszystkim z cechującej się wirtuozerią i ekstrawagancją muzyki klawesynowej, a zwłaszcza z utworu La marche des Scythes, zamykającego pierwszy zbiór utworów przeznaczonych na ten instrument.

### Opery i balety
według daty wystawienia:
- 1725: Le fâcheux veuvage – opera komiczna
- 1726: Crédit est mort – opera komiczna
- 1730: Pyrrhus – tragedia liryczna
- 1739: Zaïde, reine de Grenade – balet heroiczny
- 1743: Le pouvoir de l'Amour – balet heroiczny
- 1748: Almasis – balet w 1 akcie
- 1750: Myrtil et Zélie – pastorałka heroiczna
- 1752: Prométhée et Pandore – tragedia do libretta Voltaire’a

### Inne kompozycje
- 1739: La chasse de Zäide
- 1746: Premiere livre de pièces de clavecin:
  - La majestuese: courante
  - La Zäide: rondeau (tendrement)
  - Les matelots (modérément)
  - Premier et deuxième tambourins, suite des matelots
  - L'incertaine (marque)
  - L'aimable (gracieux)
  - La bagatelle
  - Suite de la bagatelle
  - La remouleuse: rondeau (modérément)
  - Les tendre Sentiments: rondeau
  - Le vertigo: rondeau (modérément)
  - Allemande
  - La sensible: rondeau
  - La marche des Scythes (fièrement)
- 1746: Ode à la fortune (tekst: Jean-Baptiste Rousseau)
- 1751: Venite exultemus (motet)